# 아락스 아라라트 FC
아락스 아라라트 FC(아르메니아어: Արաքս Արարատ Ֆուտբոլային Ակումբ, 영어: Araks Ararat FC)는 아라라트를 연고로 하던 아르메니아의 축구 클럽이다.
1960년 FC 아라라트(FC Ararat)라는 이름으로 설립되었으며 1992년에는 FC 체멘트 아라라트(FC Tsement Ararat), 2000년에는 아락스 아라라트 FC(Araks Ararat FC)로 클럽 이름을 변경했다. 2001년 재정 문제로 인해 해체되었다.

## 성적
- 아르메니아 프리미어리그 2회 우승 (1998, 2000)
- 아르메니아 컵 2회 우승 (1998, 1999)
- 아르메니아 슈퍼컵 1회 우승 (1998)